# Dutton (Montana)
Dutton è una città degli Stati Uniti d'America situata nel Montana, nella Contea di Teton.